# Joilto Bonfim
Joilto Bonfim, född 11 februari 1965, är en friidrottare från Brasilien. Han deltog vid olympiska sommarspelen 1992.